# 야스마니 코페요
야스마니 코페요 에스코바르(스페인어·튀르키예어: Yasmani Copello Escobar, 1987년 4월 15일~)는 쿠바 출신 튀르키예의 육상 선수로 주 종목은 허들이다. 쿠바 국가대표로 활동하다가 2014년에 튀르키예로 귀화했으며 튀르키예 국가대표 선수로서 2016년 하계 올림픽에서 남자 400m 허들 동메달과 세계 육상 선수권 대회 은메달 1개를 획득했다. 